# Records d'Afrique juniors d'athlétisme

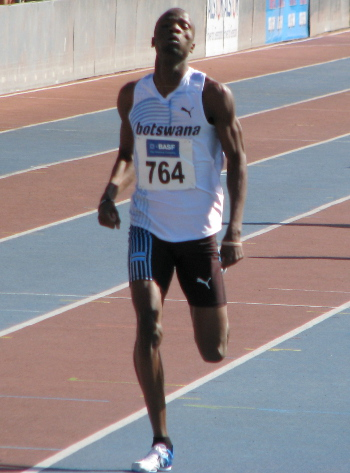
Nijel Amos détient le record d'Afrique junior du 800 mètres.

Les records d'Afrique juniors d'athlétisme sont régis par la Confédération africaine d'athlétisme (CAA). Ils constituent les meilleures performances africaines des athlètes âgés de moins de vingt ans.

## Records d'Afrique juniors

### Hommes
| Discipline                  | Performance | Athlète                                                     | Pays           | Date              | Compétition                                       | Lieu         | Age                                | Réf.   |
| --------------------------- | --- | ----------------------------------------------------------- | -------------- | ----------------- | ------------------------------------------------- | ------------ | ---------------------------------- | ------ |
| 100 m                       | 10.05 | Davidson Ezinwa                                             | Nigeria        | 3 janvier 1990    |                                                   | Bauchi       |                                    |        |
| 200 m                       | 20 s 08 (+0.1 m/s) | Udodi Chudi Onwuzurike                                      | Nigeria        | 27 mai 2022       |                                                   | Fayetteville | 19 ans, 118 jours                  |        |
| 400 m                       | 44.22 A | Baboloki Thebe                                              | Botswana       | 21 mai 2016       | Botswana Championships                            | Gaborone     | 19 ans, 64 jours                   | [ 1 ]  |
| 800 m                       | 1:41.73 | Nigel Amos                                                  | Botswana       | 9 août 2012       | Jeux olympiques                                   | Londres      | 18 ans, 147 jours                  | [ 2 ]  |
| 1 000 m                     | 2:13.93 | Abubaker Kaki                                               | Soudan         | 22 juillet 2008   | DN Galan                                          | Stockholm    | 19 ans, 31 jours                   |        |
| 1 500 m                     | 3:28.81 | Ronald Kwemoi                                               | Kenya          | 18 juillet 2014   | Herculis                                          | Monaco       | 18 ans, 302 jours                  | [ 3 ]  |
| Mile                        | 3:49.29 | William Biwott Tanui                                        | Kenya          | 3 juillet 2009    | Bislett Games                                     | Oslo         | 19 ans, 120 jours                  |        |
| 2 000 m                     | 4:56.25 | Tesfaye Cheru                                               | Éthiopie       | 5 juillet 2011    | Pro Athlé Tour Meeting de Reims Champagne-Ardenne | Reims        |                                    | ,      |
| 3 000 m                     | 7:28.19 | Yomif Kejelcha                                              | Éthiopie       | 27 août 2016      | Meeting Areva                                     | Saint-Denis  | 19 ans, 26 jours                   | [ 6 ]  |
| 5 000 m                     | 12:47.53 | Hagos Gebrhiwet                                             | Éthiopie       | 6 juillet 2012    | Meeting Areva                                     | Paris        | 18 ans, 56 jours                   | [ 7 ]  |
| 5 000 m                     | 12:52.61 | Eliud Kipchoge                                              | Kenya          | 27 juin 2003      | Bislett Games                                     | Oslo         | 18 ans, 234 jours                  |        |
| 10 000 m                    | 26:41.75 | Samuel Wanjiru                                              | Kenya          | 26 août 2005      | Memorial Van Damme                                | Bruxelles    | 18 ans, 289 jours                  |        |
| 10 km (route)               | 27:32+ | Tilahun Regassa                                             | Éthiopie       | 9 novembre 2008   |                                                   | New Delhi    | 18 ans, 296 jours                  |        |
| 15 km (route)               | 42:08+ | Samuel Wanjiru                                              | Kenya          | 11 septembre 2005 | Semi-marathon de Rotterdam                        | Rotterdam    | 18 ans, 305 jours                  |        |
| 20 km (route)               | 56:18+ | Samuel Wanjiru                                              | Kenya          | 11 septembre 2005 | Semi-marathon de Rotterdam                        | Rotterdam    | 18 ans, 305 jours                  |        |
| Semi-marathon               | 59:16 | Samuel Wanjiru                                              | Kenya          | 11 septembre 2005 | Semi-marathon de Rotterdam                        | Rotterdam    | 18 ans, 305 jours                  |        |
| 25 km (route)               | 1:14:19+ | Bazu Worku                                                  | Éthiopie       | 5 avril 2009      | Marathon de Paris                                 | Paris        | 18 ans, 202 jours                  |        |
| 25 km (route)               | 1:13:21+ | Tsegaye Mekonnen                                            | Éthiopie       | 24 janvier 2014   | Marathon de Dubaï                                 | Dubai        | 18 ans, 223 jours                  |        |
| 30 km (route)               | 1:29:25+ | Bazu Worku                                                  | Éthiopie       | 5 avril 2009      | Marathon de Paris                                 | Paris        | 18 ans, 202 jours                  |        |
| Marathon                    | 2:06:15 | Bazu Worku                                                  | Éthiopie       | 5 avril 2009      | Marathon de Paris                                 | Paris        | 18 ans, 202 jours                  |        |
| 110 m haies (99 cm)         | 13.38 (+0.5 m/s) | Wellington Zaza                                             | Liberia        | 24 juillet 2014   | Championnats du monde juniors                     | Eugene       | 18 ans, 251 jours                  | [ 9 ]  |
| 110 m haies (106.7 cm)      | |                                                             |                |                   |                                                   |              |                                    |        |
| 400 m haies                 | |                                                             |                |                   |                                                   |              |                                    |        |
| 2 000 m steeple             | 5:20.44 # | Ronald Kipchumba                                            | Kenya          | 13 mai 2005       |                                                   | Doha         | 17 ans, 217 jours                  |        |
| 3 000 m steeple             | 7:58.66 | Stephen Cherono                                             | Kenya          | 24 août 2001      | Mémorial Van Damme                                | Bruxelles    | 18 ans, 313 jours                  |        |
| Saut en hauteur             | |                                                             |                |                   |                                                   |              |                                    |        |
| Saut à la perche            | |                                                             |                |                   |                                                   |              |                                    |        |
| Saut en longueur            | |                                                             |                |                   |                                                   |              |                                    |        |
| Triple saut                 | |                                                             |                |                   |                                                   |              |                                    |        |
| Lancer du poids (6 kg)      | 21.79 m | Ahmed Hassan                                                | Égypte         | 23 avril 2014     |                                                   | Le Caire     | 18 ans, 128 jours                  |        |
| Lancer du poids (7.26 kg)   | 20.39 m | Janus Robberts                                              | Afrique du Sud | 7 mars 1998       |                                                   | Germiston    | 18 ans, 362 jours                  |        |
| Lancer du disque (1.75 kg)  | |                                                             |                |                   |                                                   |              |                                    |        |
| Lancer du disque (2 kg)     | |                                                             |                |                   |                                                   |              |                                    |        |
| Lancer du marteau (6 kg)    | |                                                             |                |                   |                                                   |              |                                    |        |
| Lancer du marteau (6 kg)    | |                                                             |                |                   |                                                   |              |                                    |        |
| Lancer du marteau (7.26 kg) | |                                                             |                |                   |                                                   |              |                                    |        |
| Lancer du javelot (800 g)   | |                                                             |                |                   |                                                   |              |                                    |        |
| Décathlon                   | 7730 pts A | Fredriech Pretorius                                         | Afrique du Sud | 15–16 mars 2014   | Athletic Gauteng North Championships              | Pretoria     | 19 ans, 74 jours                   | [ 10 ] |
| Décathlon                   | (100 m), m (long jump), m (shot put), m (high jump), (400 m) / (110 m hurdles), m (discus), m (pole vault), m (javelin), (1500 m) |                                                             |                |                   |                                                   |              |                                    |        |
| 10 000 m marche (piste)     | 40:55.96 | Yohanis Algaw                                               | Éthiopie       | 23 juillet 2016   | Championnats du monde juniors                     | Bydgoszcz    | 16 ans, 344 jours                  | [ 11 ] |
| 10 km marche (route)        | |                                                             |                |                   |                                                   |              |                                    |        |
| 20 000 m marche (piste)     | |                                                             |                |                   |                                                   |              |                                    |        |
| 20 km marche (route)        | |                                                             |                |                   |                                                   |              |                                    |        |
| 50 km marche (route)        | |                                                             |                |                   |                                                   |              |                                    |        |
| 4 × 100 m                   | |                                                             |                |                   |                                                   |              |                                    |        |
| 4 × 400 m                   | 3:02.81 | Omphemetse Poo Baboloki Thebe Karabo Sibanda Xholani Talane | Botswana       | 22 juillet 2016   | Championnats du monde juniors                     | Bydgoszcz    | 19 ans, 128 jours 18 ans, 22 jours | [ 12 ] |

### Femmes
| Discipline                                                                                  | Performance          | Athlète                                                       | Pays           | Date              | Compétition                      | Lieu           | Age               | Réf.   |
| ------------------------------------------------------------------------------------------- | -------------------- | ------------------------------------------------------------- | -------------- | ----------------- | -------------------------------- | -------------- | ----------------- | ------ |
| 100 m                                                                                       | 11.11                | Joan Uduak Ekah                                               | Nigeria        | 2 juillet 1999    | Athletissima                     | Lausanne       |                   |        |
| 200 m                                                                                       | 22.52                | Mary Onyali                                                   | Nigeria        | 3 septembre 2007  | Golden Gala                      | Rome           |                   |        |
| 400 m                                                                                       | 50.59                | Fatima Yusuf                                                  | Nigeria        | 5 août 1990       |                                  | Budapest       |                   |        |
| 800 m                                                                                       | 1:54.01              | Pamela Jelimo                                                 | Kenya          | 29 août 2008      | Weltklasse Zürich                | Zürich         | 18 ans, 268 jours |        |
| 1 000 m                                                                                     | 2:37.47              | Shura Hotesa                                                  | Éthiopie       | 12 juillet 1996   |                                  | Bellinzona     |                   |        |
| 1 500 m                                                                                     | 3:56.98              | Faith Chepngetich Kipyegon                                    | Kenya          | 10 mai 2013       | Qatar Athletic Super Grand Prix  | Doha           | 19 ans, 120 jours | [ 13 ] |
| Mile                                                                                        |                      |                                                               |                |                   |                                  |                |                   |        |
| 2 000 m                                                                                     |                      |                                                               |                |                   |                                  |                |                   |        |
| 3 000 m                                                                                     | 8:35.89              | Sally Barsosio                                                | Kenya          | 16 août 1997      | Herculis                         | Monaco         |                   |        |
| 2 miles                                                                                     |                      |                                                               |                |                   |                                  |                |                   |        |
| 5 000 m                                                                                     | 14:30.88             | Tirunesh Dibaba                                               | Ethiopia       | 11 juin 2004      |                                  | Bergen         | 18 ans, 254 jours |        |
| 10 000 m                                                                                    | 30:26.50             | Linet Masai                                                   | Kenya          | 15 août 2008      | Jeux olympiques                  | Beijing        | 18 ans, 254 jours |        |
| 10 km (route)                                                                               | 31.27 a              | Sally Barsosio                                                | Kenya          | 21 avril 1996     |                                  | Vancouver      | 18 ans, 33 jours  |        |
| 15 km (route)                                                                               | 47.39+               | Everline Kimwei                                               | Kenya          | 19 November 2006  |                                  | Kobe           | 19 ans, 86 jours  |        |
| 20 km (route)                                                                               | 1:05.04+             | Everline Kimwei                                               | Kenya          | 19 November 2006  |                                  | Kobe           | 19 ans, 86 jours  |        |
| Semi-marathon                                                                               | 1:07.57              | Abebu Gelan                                                   | ETH            | 20 février 2009   | Semi-marathon de Ras Al Khaimah  | Ras al-Khaimah | 19 ans, 33 jours  |        |
| Marathon                                                                                    | 2:20:59              | Shure Demise                                                  | Ethiopia       | 23 janvier 2015   | Marathon de Dubaï                | Dubai          | 19 ans, 2 jours   | [ 14 ] |
| 100 m haies                                                                                 | 13.06 A (+1.4 m/s)   | Oluwatobiloba Amusan                                          | Nigeria        | 26 mars 2016      | UTEP Springtime Invitational     | El Paso        | 18 ans, 338 jours | [ 15 ] |
| 100 m haies                                                                                 | 12.83 A (+0.4 m/s) # | Oluwatobiloba Amusan                                          | Nigeria        | 30 avril 2016     | UTEP Invitational                | El Paso        | 19 ans, 7 jours   | [ 17 ] |
| 400 m haies                                                                                 | 56.09                | Muizat Ajoke Odumosu                                          | Nigeria        | 9 juin 2006       |                                  | Sacramento     |                   |        |
| 2 000 m steeple                                                                             | 6:11.83              | Korahubish Itaa                                               | Ethiopia       | 10 juillet 2009   | Championnats du monde cadets     | Brixen         | 17 ans, 132 jours |        |
| 3 000 m steeple                                                                             | 9:20.37              | Birtukan Adamu                                                | Ethiopia       | 26 mai 2011       | Golden Gala                      | Rome           | 19 ans, 27 jours  | ,      |
| Saut en hauteur                                                                             | 1.94 m               | Hestrie Cloete                                                | Afrique du Sud | 22 juillet 1997   |                                  | Tatra          |                   |        |
| Saut à la perche                                                                            | 4.10 m               | Syrine Balti                                                  | Tunisie        | 20 septembre 2002 |                                  | Madrid         |                   |        |
| Saut en longueur                                                                            | 6.68 m               | Ese Brume                                                     | Nigeria        | 22 juin 2014      | Nigerian Athletics Championships | Calabar        |                   |        |
| Triple saut                                                                                 | 14.13 m              | Blessing Okagbare                                             | Nigeria        | 19 mai 2007       |                                  | Lagos          |                   |        |
| Lancer du poids                                                                             | 16.95 m              | Simoné du Toit                                                | Afrique du Sud | 15 juin 2006      | Championnats du monde juniors    | Beijing        |                   |        |
| Lancer du disque                                                                            | 53.07 m              | Simoné du Toit                                                | Afrique du Sud | 3 février 2006    |                                  | Roodepoort     |                   |        |
| Lancer du marteau                                                                           | 61.01 m              | Rana Taha Ibrahim                                             | Égypte         | 20 mars 2009      |                                  | Maadi          |                   |        |
| Lancer du javelot                                                                           | 58.33 m              | Sunette Viljoen                                               | Afrique du Sud | 7 December 2002   |                                  | Potchefstroom  |                   |        |
| Heptathlon                                                                                  |                      |                                                               |                |                   |                                  |                |                   |        |
| (100 m hurdles), m (high jump), m (shot put), (200 m) / m (long jump), m (javelin), (800 m) |                      |                                                               |                |                   |                                  |                |                   |        |
| 5 km marche (route)                                                                         | 23:01+               | Chahinez Nasri                                                | Tunisia        | 4 mai 2014        | Coupe du monde de marche         | Taicang        | 17 ans, 335 jours | [ 20 ] |
| 10 000 m marche (piste)                                                                     | 45:33.69             | Yehualeye Beletew                                             | Ethiopia       | 19 juillet 2016   | Championnats du monde juniors    | Bydgoszcz      | 17 ans, 354 jours | [ 21 ] |
| 10 km marche (route)                                                                        | 46:43                | Chahinez Nasri                                                | Tunisia        | 4 mai 2014        | Coupe du monde de marche         | Taicang        | 17 ans, 335 jours | [ 22 ] |
| 20 000 m marche (piste)                                                                     |                      |                                                               |                |                   |                                  |                |                   |        |
| 20 km marche (route)                                                                        | 1:31:58              | Yehualeye Beletew                                             | Ethiopia       | 26 juin 2016      | Championnats d'Afrique           | Durban         | 17 ans, 331 jours | [ 23 ] |
| 4 × 100 m                                                                                   | 43.44                | Beatrice Utondu Tina Iheagwam Mary Onyali Falilat Ogunkoya    | Nigeria        | 9 août 1987       |                                  | Nairobi        |                   |        |
| 4 × 400 m                                                                                   | 3:30.84              | Folasade Abugan Muizat Ajoke Odumosu Joy Eze Sekinat Adesanya | Nigeria        | 20 août 2006      | Championnats du monde juniors    | Beijing        |                   |        |